# Tinh dầu cà cuống
Tinh dầu cà cuống (tiếng Anh: lethocerus indicus extract) là loại tinh dầu được chiết xuất từ cà cuống. Tinh dầu chứa (E)-2-hexenol acetat và 2-hexenol butyrat và một số amino acid khác. Tinh dầu cà cuống nhẹ hơn nước, thoảng ra một mùi đặc biệt gần giống như mùi quế, được lấy từ bụng con cà cuống đực và có vị cay.

## Công dụng
Tinh dầu cà cuống có tác dụng kích thích thần kinh, gây hưng phấn và tăng cường nhẹ khả năng sinh dục khi dùng với liều lượng thấp.
Tinh dầu được sử dụng làm gia vị trong 1 số món ăn như bánh ướt, bún.